# David Button
David Robert Edmund Button (Stevenage, 27 de fevereiro de 1989) é um futebolista profissional inglês que atua como goleiro.

## Carreira
David Button começou a carreira no Tottenham.